# Coeliopsidinae
Sous-tribu
Les Coeliopsidinae sont une sous-tribu de plantes de la famille des orchidées.

## Description
Ces espèces ont des pseudobulbes lisses, sans nervures et ovoïdes avec 3-4 feuilles larges et fines. Les inflorescences sont épaisses et portent des fleurs globuleuses avec des sépales et des pétales épais et charnus , présence d'un pied de colonne et de mentum. Les racines ont des poils proéminents.
Les viscidies en forme de bouton et sclérifiées avec de courts stipes sont les plus distinctes. Les trois genres ont tous des graines de poussière allongées de type Maxillaria et non des graines de ballon de type Stanhopea .
Comme les Stanhopeinae, les espèces de ce groupe sont pollinisées par les abeilles mâles de la tribu des Euglossini. Les viscidies Coeliopsidinae adhèrent à la surface lisse du scutum des abeilles mâles. Pour Peristeria elata c'est la tête de l'abeille qui sert de récepteur et pour les espèces du genre dans Coeliopsis c'est le front (Williams, 1982).

## Liste des genres
- Coeliopsis Rchb.f., 1872
- Lycomormium Rchb.f., 1852
- Peristeria Hook., 1831

## Systématique
Les trois genres de cette sous-tribu ont traditionnellement été regroupés avec les Stanhopeinae, mais des traits morphologiques évidents et une nouvelle analyse moléculaire par William Mark Whitten (d) et al. en 2000 a confirmé le groupe reclassé par Dariusz Szlachetko en 1995.
Stanhopeinae et Coeliopsidinae sont maintenant considérées comme des sous-tribus sœurs étroitement apparentées.

## Publication originale
- (en) D.L. Szlachetko, « Systema Orchidalium », Fragmenta Floristica et Geobotanica, Pologne, vol. 3,‎ 1995, p. 1–152 (ISSN 0015-931X).